# Cabo Verde (album)
Pour les articles homonymes, voir Cabo Verde (homonymie).
Albums de Cesária Évora
Cesária
(1995) Café Atlantico
(1999)
 Cabo Verde est le sixième album de la chanteuse de morna et de coladeira cap-verdienne Cesária Évora, sorti en 1997. 

## Historique

### Enregistrement et production
L'album est enregistré aux studios Davout, Harry Son et Gimmick, à Paris en France par João Magalhaes assisté de Stéphane Caisson, sauf les morceaux Sangue De Beirona et Apocalipse qui sont enregistrés au studio Bastille par Christian Echaïb,,.
L'album est produit par José da Silva pour Lusafrica,.
Le mixage est effectué au studio Macadam à Paris par Beck et José da Silva, sauf Sangue De Beirona et Regresso mixés par Hervé Marignac et José da Silva au Studio Harry Son et Coragem Irmon mixé au Studio Sound and Sound à New York par Michael O'Reilly et José da Silva.
La mastérisation (matriçage) est réalisée par Bob Ludwig au studio Gateway Mastering,,.

### Publication
L'album sort en CD en 1997 sur les labels Lusafrica, BMG et RCA dans de nombreux pays, sur le label Nonesuch aux États-Unis et sur le label Tropical Music en Allemagne.
Le design de la pochette est l'œuvre de Nuit de Chine et les photos sont de Denis Rouvre.

## Accueil

### Accueil critique
Le site AllMusic attribue 4 étoiles à l'album Cabo Verde.
Le critique Jose F. Promis d'AllMusic souligne que « La pochette de Cabo Verde montre une Césaria Évora plus joyeuse que sur son précédent album éponyme (qui l'a fait connaître au public nord-américain). Elle est représentée en train de rire, sur fond de verts et de bleus clairs, et la musique elle-même est nettement plus enjouée que celle de ses autres albums ».

### Nomination
L'album fait partie des 6 albums de Cesária Évora à avoir fait l'objet d'une nomination au Grammy Award dans la catégorie « Meilleur album de musique du monde contemporaine » :
- 1996 : Cesária
- 1998 : Cabo Verde
- 1999 : Miss Perfumado
- 2000 : Café Atlantico
- 2002 : São Vicente di Longe
- 2004 : Voz d'Amor

Mais seul Voz d'Amor remporte le Grammy Award.

## Liste des morceaux
L'album comprend les quatorze morceaux ci-dessous, :
| No  | Titre                  | Auteur                         | Durée |
| --- | ---------------------- | ------------------------------ | ----- |
| 1.  | Tchintchirote          | Dany Carvalho                  | 3:13  |
| 2.  | Sabine Larga'm         | Gregorio Conçalves             | 3:06  |
| 3.  | Partida                | Ney Fernandes                  | 6:15  |
| 4.  | Sangue De Beirona      | Traditionnel / arrangement Bau | 3:33  |
| 5.  | Apocalipse             | Manuel de Novas                | 6:21  |
| 6.  | Mar E Morada De Sodade | Armando Da Pina                | 5:59  |
| 7.  | Bo E Di Meu Cretcheu   | Traditionnel / arrangement Bau | 3:39  |
| 8.  | Coragem Irmon          | Toi Vieira                     | 6:26  |
| 9.  | Quem Bô É              | Frank Cavaquim                 | 2:19  |
| 10. | Regresso               | Tito Paris                     | 3:33  |
| 11. | Zebra                  | Lido Lobo                      | 6:15  |
| 12. | Mae Velha              | Nando Da Cruz                  | 4:44  |
| 13. | Pe Di Boi              | Gregorio Conçalves             | 2:38  |
| 14. | Ess Pais               | Manuel de Novas                | 4:23  |

## Musiciens

### Musiciens principaux
- Cesária Évora : chant
- Bau : guitare 10 et 12 cordes, cavaquinho
- Luis Ramos : guitare
- Zé Paris : guitare basse acoustique
- Fernando Andrade (Nando) :  piano
- Jacinto Pereira :  cavaquinho

### Musiciens additionnels
- Luis Morais : clarinette
- Camille Soprane : saxophone soprano
- Jame Carter : saxophone ténor
- Alain Jean-Marie : piano
- Chico Serra : piano
- Jacques Bolognesi : accordéon
- Vincent Segal : violoncelle
- Silvano Michelino et Fabrice Thompson : percussions
- Gérard Mendes : sifflet
- Paulino Vieira : piano, guitare à 6 et 12 cordes, guitare basse, cavaquinho
- Toi Vieira : cavaquinho
- Osvaldo Dias "Vaiss" :  guitare à 12 cordes, sifflet
- Armando Tito : guitare à 6 cordes
- Pierre Gosseze : clarinette, flûte